# Max Hummel (Architekt, 1875)
Max Hummel (* 17. Dezember 1875 in Rastatt; † 22. Januar 1939 in Darmstadt) war ein deutscher Architekt und Hochschullehrer.

## Leben
Max Hummel wurde 1875 als Sohn des Tierarztes Guido Hummel und dessen Ehefrau Katharina geb. Aydt in Rastatt geboren. Er studierte Architektur an der Technischen Hochschule Karlsruhe, u. a. als Schüler von Carl Schäfer und Josef Durm. Von 1908 bis 1922 arbeitete er mit Ernst Rothe (1875–1941) im Architekturbüro Hummel und Rothe in Kassel zusammen. In Kassel war er zuletzt Studienrat an der Staatlichen Baugewerkschule. Zum 1. Oktober 1922 wurde er als Nachfolger von Friedrich Pützer zum Professor für Baukunst und Bauwissenschaft an der Technischen Hochschule Darmstadt berufen. Von 1924 bis 1926 war er Dekan der Architekturabteilung.
Max Hummel starb überraschend im Januar 1939. Er war seit 1907 mit Marie Körner aus Kassel verheiratet.

## Ehrungen
- Ehrendoktorwürde (als Dr.-Ing. E.h.)

## Bauten und Entwürfe
- 1902: Wettbewerbsentwurf (Motto „Goldwasser“) für Fassaden in Danzig (gemeinsam mit Brevot; prämiert mit einem 1. Preis)[2][3]
- 1911–1914: Stadthalle Kassel (mit Ernst Rothe)
- vor 1916: Siedlung Salzmannshausen in Kassel-Bettenhausen (mit Ernst Rothe)
- 1923–1929: Wohnungsbauten an der Stadthalle in Kassel, Ebertstraße, Kaiserstraße, Hohenzollernstraße, Wilhelmshöher Straße, Sophie-Henschel-Platz[4]
- vor 1927: Hochbauten auf dem Hauptfriedhof mit Krematorium in Kassel[5]